# Johann Iten
Johann Iten (* vor 1438; heimatberechtigt in Ägeri und 1492 in Zug; † zwischen 1505 und 1515) war eidgenössischer Ammann und Landvogt. Er war der «führende Zuger Politiker in der Zeit der Burgunderkriege».

## Leben und Wirken
Johann Iten war Sohn des Heini Iten und ist 1453 als Zeuge vor Gericht belegt. Er war Grossbauer und handelte mit Holz sowie Gütern. Der Name seiner Ehefrau ist unbekannt. Im Jahr 1506 wird er letztmals als lebend erwähnt, 1515 als tot.
Iten amtierte zwischen 1463 und 1470 wohl viermal als Ammann des Standes Zug (1463–1464, 1465–1466 und vermutlich 1467–1468 sowie 1469–1470). Zudem war er zwischen 1465 und 1489 oft Gesandter des Standes zur Tagsatzung. Er diente 1472–1473 als Landvogt in Sargans. Iten nahm 1476 an den Friedensverhandlungen in Freiburg teil und gehörte auch der Gesandtschaft zu König Ludwig XI. an. Ein Jahr später vertrat er Ägeri im «Fähnleinstreit» des Äusseren Amts mit der Stadt Zug und ein weiteres Mal im Konflikt um die Alp Frutten. Iten vermittelte mehrmals in eidgenössischen Streitigkeiten, so im St. Gallerkrieg bzw. beim Rorschacher Klosterbruch 1489/1490.
Iten war wohlhabend, da er 1464–1468 als Mitbürge für die Kaufsumme beim missglückten Verkauf des Einsiedler Gotteshausgerichts in Ägeri und Menzingen auftreten konnte. Im Jahr 1492 erwarb er das Bürgerrecht der Stadt Zug. Es gelang ihm in einer konfliktreichen Zeit seine eigenen Interessen mit denen seiner Gemeinde und des Standes Zug zu verbinden. Iten verband den Stand mit Berg und Tal, führte zugerische sowie eidgenössische Interessen zusammen und machte Zug zu einem beliebten neutralen Ort der Tagsatzung.

## Belege
1. 1 2 3 4  Renato Morosoli: Johann Iten. In: Historisches Lexikon der Schweiz.  28. Januar 2008.
2. 1 2  Andreas Iten: Wie Landammann Johann Iten Zug prägte. In: nzz.ch. 8. November 2002.

| Personendaten    | Personendaten                       |
| ---------------- | ----------------------------------- |
| NAME             | Iten, Johann                        |
| KURZBESCHREIBUNG | eidgenössischer Ammann und Landvogt |
| GEBURTSDATUM     | vor 1438                            |
| STERBEDATUM      | nach 1505                           |